# Râul Prodila
Râul Prodila este un curs de apă, afluent al Jiului. Pe harțile vechi apare compus din două cursuri de apă ce converg într-unul, în prezent micul braț nordic nu mai există. Pe harta austriacă de la 1856 apare și o mică  așezare cu același nume, situată in V-ul format de cele două brațe . Așa cum rezultă din Harta Telegrafelor și Poștelor din România 1865, aici se afla un releu de cai în drumul poștei de la Craiova la Calafat, vechiul drum pornind de la mijlocul comunei Podari de azi, trecând pe langă pădurea Geangaliei, traversând cele două brațe ale Prodilei și  apoi continuând pe traseul de astăzi al drumului european Craiova-Calafat. Râul formează o mică vale ce îi poartă numele, Valea Prodilei, apoi traversează comuna Podari și se varsă in Jiu .